# Weltrekorde bei den Olympischen Sommerspielen 2004
Während der Olympischen Spiele 2004 in Athen wurden 23 Weltrekorde aufgestellt.

## Bogenschießen
| Disziplin  | Weltrekord | Weltrekordhalter                | vorheriger Weltrekord | vorheriger Weltrekordhalter     | aufgestellt |
| ---------- | ---------- | ------------------------------- | --------------------- | ------------------------------- | ----------- |
| Einzel     | 687 Ringe  | Im Dong-hyun                    | 685 Ringe             | Young Sung Shim                 | 1995        |
| Einzel     | 682 Ringe  | Park Sung-hyun                  | 679 Ringe             | Natalia Valeeva                 | 2004        |
| Mannschaft | 2030 Ringe | Südkoreanische Frauenmannschaft | 1994 Ringe            | Südkoreanische Frauenmannschaft | 2000        |

## Gewichtheben
| Klasse             | Weltrekord | Weltrekordhalter  | vorheriger Weltrekord | vorheriger Weltrekordhalter | aufgestellt |
| ------------------ | ---------- | ----------------- | --------------------- | --------------------------- | ----------- |
| bis 48 kg          | 210,0 kg   | Nurcan Taylan     | 207,5 kg              | Mingjuan Wang               | 2002        |
| bis 62 kg          | 325 kg     | Shi Zhiyong       | 325 kg                | Nikolai Peshalov            | 2000        |
| bis 69 kg          | 275,0 kg   | Liu Chunhong      | 270,0 kg              | Liu Chunhong                | 2003        |
| über 75 kg         | 305,0 kg   | Gonghong Tang     | 302,5 kg              | Gonghong Tang               | 2004        |
| Superschwergewicht | 472,5 kg   | Hossein Rezazadeh |                       |                             |             |

## Leichtathletik
| Disziplin        | Weltrekord | Weltrekordhalter   | vorheriger Weltrekord | vorheriger Weltrekordhalter | aufgestellt |
| ---------------- | ---------- | ------------------ | --------------------- | --------------------------- | ----------- |
| Stabhochsprung   | 4,91 m     | Jelena Issinbajewa | 4,90 m                | Jelena Issinbajewa          | 2004        |
| 110 Meter Hürden | 12,91 s    | Liu Xiang          | 12,91 s               | Colin Jackson               | 1993        |

## Radsport
| Disziplin                   | Weltrekord   | Weltrekordhalter   | vorheriger Weltrekord | vorheriger Weltrekordhalter | aufgestellt |
| --------------------------- | ------------ | ------------------ | --------------------- | --------------------------- | ----------- |
| 500-Meter-Zeitfahren        | 33,952 s     | Anna Meares        | 34,000 s              | Jiang Yonghua               | 2002        |
| 3000-Meter-Einzelverfolgung | 3:24,537 min | Sarah Ulmer        | 3:26,400 min          | Sarah Ulmer                 | 2004        |
| Team-Verfolgung             | 3:56,610 min | Australisches Team | 3:59,583 min          | Australisches Team          | 2002        |

## Schießen
| Disziplin           | Weltrekord  | Weltrekordhalter | vorheriger Weltrekord | vorheriger Weltrekordhalter | aufgestellt |
| ------------------- | ----------- | ---------------- | --------------------- | --------------------------- | ----------- |
| Laufende Scheibe    | 590 Ringe   | Manfred Kurzer   | 588 Ringe             | Igor Kolesov, Yang Ling     | 2002        |
| 10 Meter Luftgewehr | 702,7 Ringe | Zhu Qinan        | 702,5 Ringe           | Jason Parker                | 2003        |

## Schwimmen
| Strecke                | Weltrekord  | Weltrekordhalter               | vorheriger Weltrekord | vorheriger Weltrekordhalter    | aufgestellt |
| ---------------------- | ----------- | ------------------------------ | --------------------- | ------------------------------ | ----------- |
| 100 Meter Freistil     | 53,52 s     | Jodie Henry                    | 53,66 s               | Libby Lenton                   | 2004        |
| 100 Meter Rücken       | 53,45 s     | Aaron Peirsol                  | 53,60 s               | Lenny Krayzelburg              | 1999        |
| 400 Meter Lagen        | 4:08,26 min | Michael Phelps                 | 4:08,41 min           | Michael Phelps                 | 2004        |
| 4 × 100 Meter Freistil | 3:13,17 min | Südafrikanische Männerstaffel  | 3:13,67 min           | Australische Männerstaffel     | 2000        |
| 4 × 100 Meter Freistil | 3:35,94 min | Australische Frauenstaffel     | 3:36,00 min           | Deutsche Frauenstaffel         | 2002        |
| 4 × 100 Meter Lagen    | 3:57,32 min | Australische Frauenstaffel     | 3:58,30 min           | US-amerikanische Frauenstaffel | 2000        |
| 4 × 100 Meter Lagen    | 3:30,68 min | US-amerikanische Männerstaffel | 3:31,54 min           | US-amerikanische Männerstaffel | 2003        |
| 4 × 200 Meter Freistil | 7:53,42 min | US-amerikanische Frauenstaffel | 7:55,47 min           | DDR-Frauenstaffel              | 1987        |